# Himno de Úbeda
El Himno de Úbeda es una composición musical del maestro Emilio Sánchez Plaza con letra de Antonio Parra Cabrera, siendo aprobado en pleno como Himno Oficial de Úbeda el 14 de mayo de 1982. El 31 de enero de 1982 con motivo de la difusión del Cancionero de Úbeda y la presentación del himno se organizó un concierto en la Sacra Capilla del Salvador de Úbeda con la colaboración de la Agrupación Coral Ubetense.